# Dinastia Chi do Norte
A dinastia Chi do Norte (Bei Qi), reina no nordeste da China, de 550 a 577, durante o período das Dinastias do Norte e do Sul. Esta dinastia foi precedida pela dinastia Uei do Oeste e seguida pela dinastia Chou do Norte. Sua capital foi Yecheng.

## Lista de imperadores
Imperadores da Dinastia Chi do Norte:
1. Wenxuandi (Gao Yang) (550-559)
2. Gao Yin (559-560)
3. Xiaozhaodi (Gao Yan) (560-561)
4. Wuchengdi (Gao Zhan) (561-565)
5. Houzhu (Gao Wei) (565-576)
6. Youzhu (Gao Heng) (576-577)

Com a morte de Youzhu, em 577, a China do Norte é reunificada por Wudi, da dinastia de Zhou do Norte.